# Ivana Gagula
Ivana Gagula, (Banja Luka, 21. kolovoza 1988.), švedski model, rodom Hrvatica iz Bosanske Krajine.
Rođena je u Banjoj Luci, ali je s 5 godina morala s obitelji napustiti Banju Luku (Šargovac-Tunjice). Danas živi u Švedskoj u Umei. Pobjednica je natjecanja Miss Zemlje Švedska 2007. godine. Predstavljala je Švedsku na natjecanju za Miss Zemlje 2007. godine u Quezon Cityju na Filipinima 11. studenoga, gdje je došla do polufinala. 